# Plectris ahena
Plectris ahena är en skalbaggsart som beskrevs av Hermann Burmeister 1855. Plectris ahena ingår i släktet Plectris och familjen Melolonthidae. Inga underarter finns listade i Catalogue of Life.